# August von Senarclens de Grancy
August von Senarclens de Grancy, född 19 augusti 1794 i kantonen Vaud, Schweiz, död 3 oktober 1871 i Jugenheim, Hessen, Tyskland, var en schweizisk adelsman och hovämbetsman.

## Biografi
August von Senarclens de Grancy var son till baron Cesar August von Senarclens de Grancy och dennes hustru Elisabeth Claudine Marie Rose de Loriol.
Han blev överhovstallmästare hos den senare storhertig Ludvig II av Hessen-Darmstadt i slutet av 1810-talet och fick slottet Heiligenberg som bostad. Snart inledde han ett förhållande med den blivande storhertiginnan, Wilhelmine av Baden och sägs ha varit biologisk far till hennes tre sista barn, däribland den framtida ryska kejsarinnan Maria Alexandrovna (1824–1880) och prins Alexander av Hessen-Darmstadt (1823–1888).